# Andoany
Andoany (vroeger officieel Hell-Ville) is een stad in Madagaskar, gelegen in de regio Diana op het eiland Nosy Be. De stad telt 23.050 inwoners (2005).

## Geschiedenis
De plaats is genoemd naar admiraal de Hell, Frans gouverneur van La Réunion. Nadat Andoany in 1960 onafhankelijk is verklaard werd de naam Hell-Ville officieel veranderd in Andoany, de naam van een woonwijk. Echter wordt de naam Andoany zelden gebruikt.
Tot 1 oktober 2009 lag Andoany in de provincie Antsiranana. Deze werd echter opgeheven en vervangen door de regio Diana. Tijdens deze wijziging werden alle autonome provincies opgeheven en vervangen door de in totaal 22 regio's van Madagaskar.

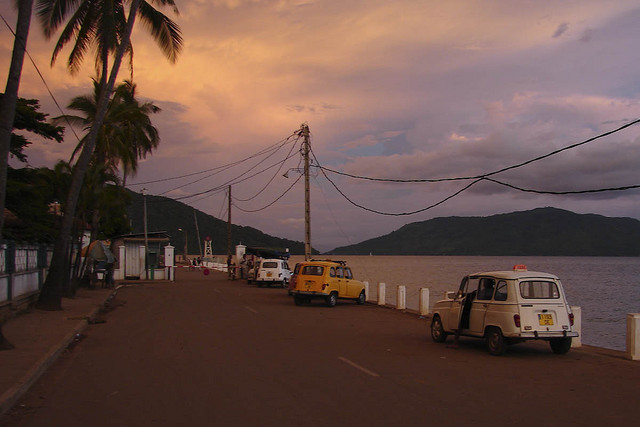
Andoany bij avond